# لاگوپوس
باقرقره پرپا یا لاگوپوس (نام علمی: Lagopus) نام یک سرده از تیره قرقاولان است. ۳ گونه از این پرنده وجود دارد که همگی در توندرا و ارتفاعات سردسیر آمریکای شمالی و اورآسیا زندگی می‌کنند و نام ایشان برگرفته از یونانی باستان به معنی پاخرگوشی است که به پاهای پوشیده از پر آن اشاره دارد. این حیوان گیاهخوار است اما جوجه‌ها از حشرات هم تغذیه می‌کنند.